# 诺曼底龙属
诺曼底龙（属名：Normanniasaurus，发音：/nɔːrˈmæniəˌsɔːrəs/，意为“诺曼尼亚的蜥蜴”）或译诺曼尼亚龙，是基干泰坦巨龙类蜥脚下目恐龙已灭绝的一个属，化石发现于法国西北部滨海塞纳省早白垩世阿尔比阶的铁质圆砾岩。

## 发现与命名
诺曼底龙由杰恩·勒劳夫（Jean Le Loeuff）、苏拉维奇·苏提霍恩（Suravech Suteethorn）和埃瑞克·比弗托（Eric Buffetaut）于2013年首次命名、叙述，模式种是吉氏诺曼底龙（Normanniasaurus genceyi）。属名取自化石发现地诺曼底的拉丁语名称Normannia及古希腊语单词sauros（蜥蜴）；种名genceyi纪念培雷·吉西（Pierre Gencey），此人于1990年7月发现诺曼底龙化石。本属所知于哈弗尔自然历史博物馆（Museum d' histoire naturelle du Havre）收藏的正模标本MHNH-2013.2.1.1及MHNH-2013.2.1.12标本。正模标本为部分骨骼，包括骶前椎骨碎片、部分骶骨、前中段尾椎、右肩胛骨、髂骨和坐骨碎片、股骨近端和腓骨近端。鲁昂自然历史博物馆（Muséum d' Histoire Naturelle de Rouen）收藏的一节后段尾椎椎体亦被归入该物种。此标本于19世纪末期发现，并由埃瑞克·比弗托在1984年叙述。所有标本均采集于勒阿弗尔布莱维尔的Cap de la Hève北部，可追溯至早白垩世早期至中期的阿尔比阶，尽管一些标本显然来自年代更晚的地层。

## 叙述
诺曼底龙化石包括椎骨和部分中轴骨，可区别于西欧的其它阿尔比阶蜥脚类。

### 鉴别特征
勒劳夫等人研究诺曼底龙正模标本时发现的自衍征如下：
- 骶前椎具有下椎弓突－下椎弓凹（hyposphene-hypantrum）附件；
- 骶前椎多孔的骨内部结构；
- 前凹形尾椎较深，具有前后关节突孔（antepostzygapophysial foramen）、较深的前棘前窝（prespinal fossae）、后棘前窝（postspinal fossae）及纵向延长的神经棘；
- 双凹形尾椎中部两侧有一颅形神经弓（neural arch）附件；
- 中段尾椎棘前关节突板（spinoprezygapophysial lamina）的背侧投影（dorsal projection）；
- 髂骨刃向颅侧扩张。

## 分类学
诺曼底龙属于基干泰坦巨龙类，与生存年代稍晚的泰坦巨龙类（如沉重龙和安第斯龙）共有几种原始特征。

## 古生物地理学
在南美洲、欧洲和非洲，基干泰坦巨龙类早白垩世晚期的辐射演化是不寻常的。
在欧洲，生存于阿尔比阶蜥脚类仍然鲜为人知。一些发现（英国剑桥郡、法国北部和南部）表明，欧洲泰坦巨龙类曾与其它蜥脚类在阿尔比阶共存。